# Каташи
Каташи́ (бел. Каташы) — деревня в Кобринском районе Брестской области Белоруссии. Входит в состав Хидринского сельсовета.
По данным на 1 января 2016 года население составило 212 человека в 94 домохозяйствах.
В деревне расположен магазин.

## География
Деревня расположена в 10 км к юго-востоку от города и станции Кобрин, в 48 км к востоку от Бреста, у автодороги М12 Кобрин-Мокраны. В 2 км к югу от деревни расположен затопленный песчаный карьер Каташи, который в летний период используется населением города Кобрина и Кобринского района для купания и пляжного отдыха.

## История
Населённый пункт известен с 1691 года. В разное время население составляло:
- 1999 год: 86 хозяйств, 210 человек;
- 2005 год: 83 хозяйства, 214 человек;
- 2009 год: 196 человек;
- 2016 год[2]: 94 хозяйства, 212 человека;
- 2019 год[1]: 172 человека.